# Bayonetta
Bayonetta (ベヨネッタ) é um jogo eletrônico de ação e aventura e hack and slash desenvolvido pela PlatinumGames e publicado pela Sega. Ele foi lançado para PlayStation 3 e Xbox 360 no Japão em outubro de 2009, e na América do Norte e Europa em janeiro de 2010. Posteriormente, ele foi lançado para Wii U em setembro de 2014, para Windows em abril de 2017, para Nintendo Switch em fevereiro de 2018 e para PlayStation 4 e Xbox One em fevereiro de 2020.
Bayonetta se passa em Vigrid, uma cidade europeia fictícia. O jogo é protagonizado pela personagem epônima, uma bruxa capaz de mudar de forma e usar diferentes armas de fogo. Ela possui ataques mágicos e pode usar o seu cabelo para invocar demônios que atacam seus inimigos. O jogo apresenta um sistema de classificação, que dá aos jogadores uma nota com base em seu desempenho, e um sistema de combate semelhante ao da série Devil May Cry. No entanto, ao contrário de Devil May Cry, que apresenta um Rank de Estilo em tempo real para julgar diretamente o jogador, Bayonetta (e os jogos de ação subsequentes da Platinum) apresenta um sistema de classificação baseado em arena, que julga os jogadores com base em variáveis como tempo, pontos de combo e danos no final de cada luta individual, que são contabilizados no final de cada capítulo para determinar a classificação final.
O jogo foi o terceiro projeto lançado pela PlatinumGames, que havia sido formada por ex-funcionários do Clover Studio. Seu desenvolvimento começou em 2007, com Hideki Kamiya como diretor. O nome da equipe de desenvolvimento, "Team Little Angels", é um trocadilho com o nome da equipe que desenvolveu o primeiro jogo da série Devil May Cry, "Team Little Devils." De acordo com Kamiya, Bayonetta é completamente original, mas que ele havia buscado inspirações da mitologia nórdica e jogado Devil May Cry 4 como referência. O jogo foi projetado para ter um tema central de "sensualidade" e para incluir personagens "estilosos". Para isso, Kamiya e a artista Mari Shimazaki passaram mais de um ano criando o design da protagonista.
Bayonetta foi aclamado pela crítica em seu lançamento. O jogo foi elogiado por seu combate, apresentação e trilha sonora, mas também recebeu algumas críticas por sua história e quick time events. O jogo foi indicado e ganhou vários prêmios de fim de ano, vendeu mais de um milhão de unidades em todo o mundo até 2010 e é considerado um dos melhores jogos eletrônicos já criados. Uma adaptação para anime feita pela Gonzo, Bayonetta: Bloody Fate, foi lançada no Japão em novembro de 2013. O jogo foi seguido por Bayonetta 2 (2014), Bayonetta 3 (2022) e Bayonetta Origins: Cereza and the Lost Demon (2023).

## Jogabilidade
Bayonetta é um jogo para um jogador, de ação-aventura e hack and slash 3D em terceira pessoa. O jogador controla uma bruxa chamada Bayonetta, que pode usar ataques corpo a corpo e de longo alcance e pode selecionar várias armas. Ao pressionar uma combinação de botões, o jogador pode usar os ataques “Wicked Weave” e também pode usar “Torture Attacks”, nos quais Bayonetta invoca uma variedade de dispositivos para causar grandes danos aos inimigos. Esses dispositivos variam de motosserras a damas de ferro. Uma habilidade de Bayonetta é o “Witch Time”, que é ativado quando o jogador se esquiva de um ataque na hora certa. Isso aumenta temporariamente sua velocidade, fazendo com que os inimigos pareçam se mover em câmera lenta, permitindo que Bayonetta cause grandes quantidades de dano antes que os inimigos possam reagir.
O jogador pode dar um salto duplo para aumentar a altura, executar backflips evasivos e destruir objetos e portas. A visão da câmera pode ser girada, os alvos inimigos podem ser fixados e as armas podem ser trocadas durante o jogo. Com transformações desbloqueáveis, o jogador pode fazer com que Bayonetta se transforme em uma pantera ou em outra criatura viva para aprimorar suas habilidades. Pirulitos podem ser usados para curá-la, reabastecer sua magia, induzir invencibilidade ou aumentar sua força, embora o uso desses itens, assim como a morte, diminua a pontuação daquele capítulo. Se encontrar vários componentes, o jogador pode combiná-los para criar novos itens. Muitos inimigos e objetos deixam cair halos quando são destruídos, que o jogador pode usar para comprar itens, técnicas e aprimoramentos de armas. O jogador pode usar as armas dos inimigos, seja para atacar diretamente ou como apoio para o movimento. Os ataques mais fortes de Bayonetta permitem que ela invoque partes da Madama Butterfly e outros demônios com seu cabelo.
Durante o desenvolvimento, foram criados cinco modos de dificuldade: "Muito Fácil", "Fácil", "Normal", "Difícil" e "Clímax Infinito Sem Parar". Nos modos Fácil e Muito Fácil, um modo "Automático Muito Fácil" é disponibilizado, onde o jogo posiciona Bayonetta para realizar ataques aos inimigos, e o jogador só precisa pressionar um botão para executar combos elaborados, a menos que deseje realizar sua própria escolha de movimentos ou ataques. Kamiya publicou um vídeo na página oficial do jogo, no qual a designer de personagens Mari Shimazaki demonstrou o modo em Bayonetta. Ele esperava que os jogadores concluíssem o jogo em 10 a 12 horas, mas acreditava que seu sistema de classificação (semelhante ao de Viewtiful Joe, que ele também dirigiu) e a busca por pontuações altas proporcionam valor de rejogabilidade.

## Desenvolvimento
Hideki Kamiya dirigiu o desenvolvimento de Bayonettana PlatinumGames a partir de janeiro de 2007, e o jogo estava "mais ou menos completo" em 21 de outubro de 2009. O grupo desenvolveu o jogo para Xbox 360, enquanto a Sega - com o apoio da PlatinumGames - entregou à Nex Entertainment a tarefa de portar o jogo para PlayStation 3. Kamiya havia trabalhado em jogos anteriores, como Devil May Cry, Viewtiful Joe, Resident Evil e sua sequência e, como tal, o jogo faz referências ocasionais a esses jogos, bem como a outros jogos da Clover Studio e a várias franquias da Sega, como um minijogo inspirado em Space Harrier. Embora ele tenha "deliberadamente criado Bayonetta do zero" e tenha chamado sua história de "completamente original", Kamiya admitiu ter usado "alguns nomes da mitologia escandinava" e ter jogado "cerca de metade" de Devil May Cry 4 para pesquisa.
Mari Shimazaki projetou os personagens do jogo para estarem "na moda", com características "suaves". Ela projetou Bayonetta para atender ao pedido de Kamiya de uma bruxa moderna, que usasse óculos e empunhasse quatro armas, e os dois decidiram pelo conceito original da personagem, apesar de ela ter trabalhado por "mais de um ano" em outros conceitos. Bayonetta surgiu como uma bruxa de cabelos compridos, vestida de preto, com um penteado de colméia (uma representação moderna do tradicional chapéu pontudo) e óculos (que Kamiya insistiu em usar para "diferenciar Bayonetta de outras personagens femininas" e "dar a ela um sentido de mistério e inteligência"). Por outro lado, Shimazaki achou fácil desenhar Jeanne, a rival de cabelos curtos e vestida de vermelho de Bayonetta, que simplesmente usa os óculos na cabeça, acima dos olhos. Ela acrescentou plumas às armas de Jeanne para dar movimento ao design e maquiagem espessa ao seu rosto para "fazer com que ela se parecesse com algo saído dos anos 1960". Embora Shimazaki preferisse Bayonetta, Jeanne acabou sendo a mais popular das duas bruxas entre Kamiya e a equipe de desenvolvimento.
Como fã de música folclórica, Kamiya batizou o conjunto de quatro pistolas de Bayonetta em homenagem à antiga canção inglesa "Scarborough Fair", e suas pistolas individuais de Parsley, Sage, Rosemary e Thyme. Hiroshi Yamaguchi se concentrou em compor músicas para o jogo que tivessem uma "batida agradável e acelerada" e expressassem a feminilidade por meio de corais femininos, pianos e outros instrumentos "bonitos", embora algumas faixas também usem orquestra pura ou instrumentos folclóricos.
Kenichiro Yoshimura transformou o design de Bayonetta de Shimazaki em um modelo de jogo e usou a ferramenta de escultura digital ZBrush para criar normal maps para os detalhes. Ele trabalhou com Shimazaki na maquiagem do modelo, consultou modelos externos com corpos semelhantes e disse que "queria muito deixar o traseiro de Bayonetta perfeito" porque gostava "desse tipo de coisa...".  O idioma falado pelos Anjos e por todas as Invocações Infernais é o enoquiano, um idioma supostamente divino descrito por John Dee e seu colega Edward Kelley.
Para Kamiya, o tema central do jogo e dos ataques de sua protagonista é a "sensualidade". Para se adequar ao tema de "sua feminilidade e sexualidade", os desenvolvedores fizeram Bayonetta sangrar pétalas de rosa em vez de sangue quando atingida e usaram imagens de borboletas como parte de seus movimentos e roupas. O uso de sua bota gigante, punho e ataques de monstros revelam parte de seu corpo - seu cabelo é magicamente transformado em roupas, mas deve ser retirado de seu corpo para formar esses ataques - e quando o jogador mira um inimigo, lábios vermelhos marcam o peito do inimigo; isso levou a IGN a chamar o jogo em desenvolvimento de uma mistura de "ação com uma grande dose de fan service".

## Promoção e lançamento

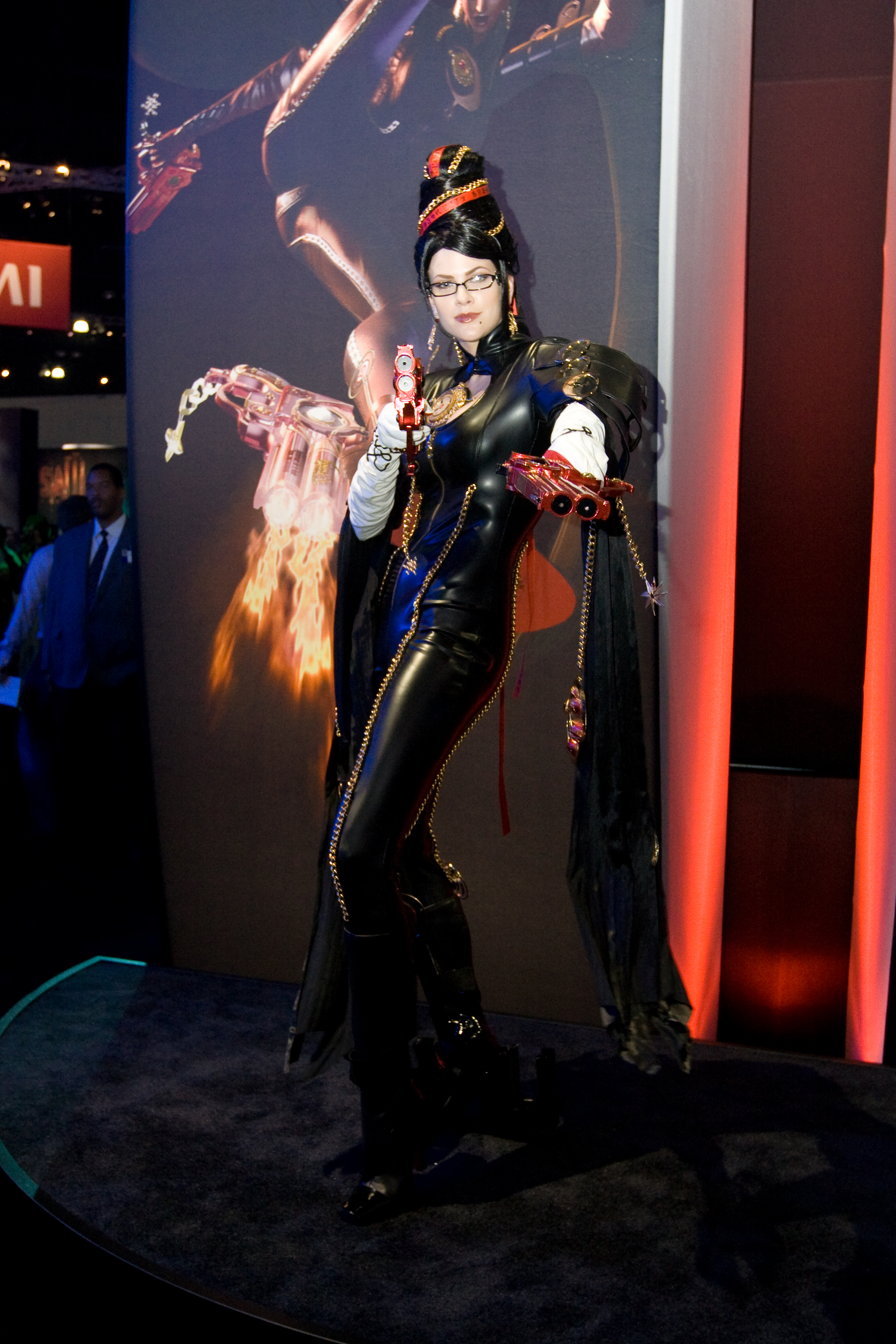
Penny Drake vestida como a personagem na E3 de 2009

Na Electronic Entertainment Expo (E3) de 2009, a Sega escolheu Penny Drake para ser a modelo de Bayonetta depois de fazer um teste com 100 mulheres. A empresa então se juntou ao site de estilo de vida masculino Maxim.com para realizar um concurso para encontrar mulheres que se parecessem com Bayonetta. A vencedora do grande prêmio, Andrea Bonaccorso, anunciada em 23 de novembro de 2009, recebeu um Xbox 360, uma televisão de plasma de 50 polegadas e uma cópia da versão para o console. A Sega contratou a cantora japonesa MiChi para interpretar “Something Missing”, escrita para um comercial de Bayonetta. Nos Estados Unidos e no Reino Unido, os comerciais apresentaram a música "In for the Kill", de La Roux.
Versões demo de Bayonetta foram lançadas através da PlayStation Network e da Xbox Live no Japão em 8 de outubro de 2009 e internacionalmente em 3 de dezembro de 2009. O jogo foi lançado em 29 de outubro de 2009 no Japão, e em outras regiões em 2010: 5 de janeiro na América do Norte, 7 de janeiro na Austrália e 8 de janeiro na Europa. Uma atualização para a versão do PlayStation 3 foi lançada em 28 de janeiro, permitindo que os jogadores instalassem o jogo em seu disco rígido, reduzindo drasticamente o tempo de carregamento.
No dia 1 de abril de 2017, a Sega lançou 8-bit Bayonetta, também conhecido como Angel Land, gratuitamente para Windows, que também estava disponível na página 404 da PlatinumGames em 2015. Embora o jogo use gráficos da era 8-bit e tenha sido simplificado na jogabilidade, permitindo apenas que Bayonetta saltasse e atirasse em alguns inimigos e fosse considerado parte das pegadinhas do Dia da Mentira, os jogadores encontraram vários fragmentos nas conquistas que apontavam para um cronômetro de contagem regressiva no site da Sega que terminava em 11 de abril de 2017, bem como outros dados que sugeriam um possível porte do jogo Bayonetta para Windows. No final do cronômetro, foi confirmado que Bayonetta seria lançado para Windows, com suporte a gráficos 4K e outras melhorias em relação às versões originais. Um porta-voz da PlatinumGames disse que eles se interessaram em portar mais jogos para Windows, embora a decisão de fazer isso tenha sido uma escolha de seus respectivos editores; a Sega tem apoiado os lançamentos para computadores pessoais ultimamente. Os esforços de desenvolvimento da PlatinumGames para portar o jogo para o Wii U ajudaram na conclusão da versão para Windows.
Para o décimo aniversário de Bayonetta, a Sega anunciou Bayonetta & Vanquish 10th Anniversary Bundle para PlayStation 4 e Xbox One. O lançamento comercial vem em uma caixa de aço e inclui Bayonetta e Vanquish, outro jogo da PlatinumGames, em um único disco, com suporte para visuais 4K 60fps para usuários do PlayStation 4 Pro e Xbox One X. Os dois jogos também podem ser comprados digitalmente, individualmente ou em conjunto, com desconto. A compilação foi lançada em 18 de fevereiro de 2020.

## Recepção
Bayonetta foi aclamado pela crítica em seu lançamento, com análises "geralmente favoráveis" para sua versão de PlayStation 3 e "aclamação universal" para sua versão de Xbox 360, de acordo com o agregador de críticas Metacritic.
Diversos críticos expressaram uma preferência pela versão de Xbox 360; Daniel Feit, da Wired, afirmou que esta era "um pouco mais brilhante e colorida", enquanto as cenas da versão PS3 lembravam "assistir a um filme com um filtro sépia". Similarmente, a GameSpot lamentou os gráficos mais apagados e a taxa de quadros inconsistente da versão de PS3, e Ryan Clements, da IGN, disse que, embora a versão para PS3 "ainda seja um jogo divertido", ela tinha "muitos problemas", principalmente "a lentidão e o carregamento excessivos".
Bayonetta foi o jogo favorito de 2010 da IGN UK. A GameSpot concedeu ao jogo os prêmios de Melhores Lutas de Chefes e Melhor Propriedade Intelectual Original. A GameTrailers também premiou o jogo na segunda categoria, enquanto a Giant Bomb considerou o jogo a "Melhor Estreia".

### Vendas
Até 31 de março de 2010, Bayonetta havia vendido 1,35 milhão de unidades em todo o mundo. Em uma entrevista de 2013 com a Polygon, o presidente da PlatinumGames, Tatsuya Minami, disse que Bayonetta era seu jogo mais vendido, mas que as vendas não atenderam às expectativas da empresa. No momento de seu lançamento no Wii U, o jogo havia vendido mais de 2 milhões de unidades no Xbox 360 e PS3.
Cerca de um mês após seu lançamento para Windows, o vice-presidente de publicação da Sega Europa, John Clark, disse que a versão para Windows havia vendido mais de 170.000 unidades e que a Sega estava "muito feliz" com esse desempenho. A versão do jogo para Nintendo Switch vendeu 1,24 milhão de cópias até dezembro de 2022.

## Sequências
Uma sequência, Bayonetta 2, foi anunciada em setembro de 2012 como um jogo para Wii U a ser publicado pela Nintendo. O jogo, lançado no Japão em setembro de 2014 e na América do Norte e Europa em dezembro de 2014, apresenta uma versão do Bayonetta original, que adiciona trajes baseados em propriedades da Nintendo, incluindo Super Mario, The Legend of Zelda, Star Fox e Metroid, bem como controles de tela sensível ao toque e faixas de áudio duplas.

Outra sequência, Bayonetta 3, foi anunciada durante o Game Awards 2017, em dezembro, como um jogo para Nintendo Switch, juntamente com o anúncio de versões para Switch dos dois jogos anteriores. O jogo foi lançado em outubro de 2022. Uma prequela de Bayonetta, intitulada Bayonetta Origins: Cereza and the Lost Demon, foi anunciada no Game Awards 2022 e lançada para Switch em março de 2023.